# Мойсио
Мо́йсио (фин. Moisio) — один из районов города Турку, входящий в территориальный округ Маариа-Пааттинен.

## Географическое положение
Район расположен к северу, в восьми километрах от центральной части Турку, гранича с районами Пааттинен и Юли-Маариа.